# Ország Lili
Ország Lili (szül. Oesterreicher; Ungvár, 1926. augusztus 8. – Budapest, 1978. október 1.) magyar festő, grafikus, bábtervező.

## Élete
1937-ben határozta el, hogy festő lesz, rajzolni tanul Rosenberg Miklóstól. Szénrajzokat, csendéleteket, szobrokat készített. A nyarat nagyanyjával Velencében töltötte. Orvos nagybátyja misztikával foglalkozott, amely nagy hatással volt rá. 1944-ben Ungváron érettségizett, a magyaron kívül csehül, szlovákul, németül, angolul, olaszul és héberül beszélt és olvasott.
1945-ben felvették a Képzőművészeti Főiskolára ahol tanárai (Szőnyi István, Berény Róbert, Szentiványi Lajos) mellett baráti kapcsolatba került Pilinszky Jánossal. Eredeti nevét 1948. január 22-én magyarosította Országra.
A főiskoláról kikerülve az Állami Bábszínházban dolgozott díszletfestőként 1950-től 1954-ig. 1950. május 20-án házasságot kötött Majláth György gyógypedagógussal. 1956 nyarát Bulgáriában töltötte, a pravoszláv ikonok nagy hatással voltak festészetére.
1954 és 1960 között nem volt állásban; gyereklapokat, mesekönyveket, ifjúsági regényeket illusztrált, báb- és díszletterveket készített. 1960-tól haláláig az Állami Bábszínház díszlet- és jelmeztervezője, a festőműhely vezetője volt. Bródy Verával és Koós Ivánnal dolgozott együtt. Itt vette fel a kapcsolatot az Európai Iskola művészeivel, Korniss Dezsővel, Jakovits Józseffel, Márkus Annával, valamint 1953-ban a mesterének tekintett Bálint Endrével. 
1968 és 1974 között több alkalommal járt Nápolyban és Pompeiiben, ahol a festői világához közel álló mítoszra talált rá.
1978. júniusban új műteremlakásba költözött, a Várba. Itt érte a halál október 1-jén.

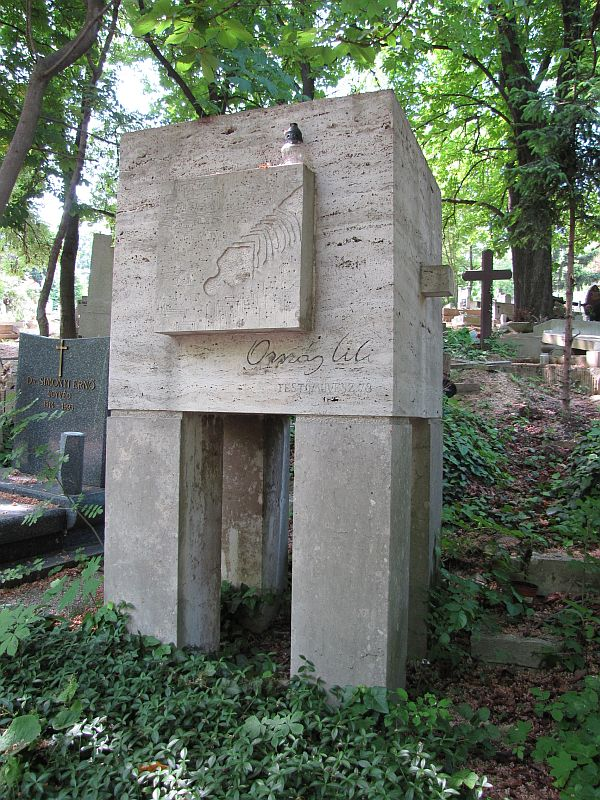
Sírja a Farkasréti temetőben (19/3-1-41) Alkotók: Vilt Tibor és Gulyás Gyula

## Művészete
Korai munkái főként Szőnyi hatását tükröző akvarellek (Baromfiudvar, 1948; Falusi temető, 1949) voltak. 1952 és 1957 között René Magritte és Giorgio de Chirico hatását tükröző szürrealista képeket festett (Kislány fal előtt, 1955; Szorongás, 1955; Nő fal előtt, 1956). E művek előtanulmányául számos papírkollázst készített. E módszer teljes festészeti oeuvre-jét végigkísérte.
1957 és 1959 között bulgáriai utazásának hatására festette ún. ikonos képeit (Bizánci ikon, 1958), képi világa Vajda Lajoshoz és köréhez közelítette Ország Lili művészetét, melyek színes, transzcendens sugárzásukkal a realisztikus ábrázolású szürrealista művektől átvezettek a szigorú, konstruktív terű képi világba, melyeknek városképek, alaprajzok, városfalak voltak fő témái. E műveken tudatos és egyértelmű a múlt emlékeinek, ókori városoknak mementóként fennmaradt jelként való megörökítése (Jeruzsálem fala, 1966; Persepolis, 1965; Requiem hét táblán elpusztult városok és emberek emlékére, 1963).
1962-es prágai utazása után a zsidó temető sírköveinek inspirációjára festészetének központi motívumává váltak a stilizált héber írásjelek, melyek képeinek idő koptatta kövein hol éles körvonalú konkrétsággal, hol finom, aprólékos plaszticitással, alig sejthető elmosódottsággal jelentek meg (Exodus, 1963; Írás a falon, 1967; Ima a halottakért, 1967).
1973 és 1978 között festette összegző fő művét, a 48 táblaképből álló Labirintus sorozatot, amelyben korábban kialakított festői eszközeivel és motívumainak felhasználásával az ókori mítosz jelenben való átélését, a történelem és a művészet időtlenségét ábrázolja (Kék tükrök háza I., 1974; Ikarosz, 1974; Várakozók, 1977; Fekete kép ősi jellel I., 1978).
Érdeklődése a látványfestészettel szemben a metafizikus ihletésű szürrealizmus felé fordult. Sajátos nonfiguratív művészete azonban nélkülözi az abszurd társítás lehetőségét. Visszatérő motívumai az ősi, történelmi múlt, a letűnt kultúrák tárgyi-szellemi maradványai, töredékei, az enyészetté vált, fényes múltat idéző romvárosok, és a bezártságot, a magányt, a félelmet idéző falak.

## Ismertebb művei
- 1952 – Kóró
- 1955 – Fekete ruhás nő a gyár előtt, Kislány fal előtt, Föld és Hold
- 1956 – Nő fal előtt, Utca a várban, Fehérruhás nő, Oltár, Betlehem, Corpus, Pietà, Szent György, Veronika kendője
- 1957 – Ortopéd cipők, Memento
- 1959 – Börtön és oltár, Sírköves monotípiák, Bábel tornya
- 1962 – Jeruzsálem falai
- 1963 – Rekviem, (7 tábla)
- 1965 – Város a királyok korából, Sabbath
- 1965 – Metropolis, Heliopolis, Persepolis, Függőkertek, Szárnyas kapu
- 1966 – XX. századi freskó, Az írás születése, Katakomba, Oszlopok
- 1967 – De profundis, Lamentáció, Palotaszárny, Megkövült panasz, Írás a falon
- 1968 – Pompeji fal, Kopt betűs triptichon, Jelenlévő múlt, A katedrális üvegablakai
- 1969 – Románkori Krisztus, lkonfal-kompozíciók, Római fal sorozat, Az írás metamorfózisa, Labirintus (triptichon), Kiáltás, A történelem lapjai, Nevető Bizánc
- 1970 – Római fejek, Ikonfal, Fehér kép, Papirusz, Kártyák, Üvegablakok
- 1971 – Labirintus kapu, Stanzák, Vitrail, Város és múltja
- 1972 – Múltba nyíló kapuk
- 1974 – Labirintus-sorozat
- 1975 – Palota két fekvő szoborral, Ariadné, Labirintus-sorozat
- 1976 – Kék tükrök háza, Ülő és távozó figura, Múlt idézése, Falak, Titkok háza
- 1977 – Sosemvolt naptár órával, Ülő és távozó figura
- 1978 – Fekete kép ősi jellel, Király és királynő

## Művei közgyűjteményekben
- Ferenczy Múzeum, Szentendre
- Fővárosi Képtár, Budapest
- Herman Ottó Múzeum, Miskolc
- Szent István Király Múzeum, Székesfehérvár
- Israel Museum, Jerusalem
- Pannonius Janus Múzeum, Pécs
- Laczkó D. Múzeum , Veszprém
- Magyar Nemzeti Galéria, Budapest
- Szombathelyi Képtár, Szombathely

## Kiállításai

### Csoportos kiállítások
- 1947 – XIX. Tavaszi Szalon, Nemzeti Szalon, Budapest • A ZSEHSZ kiállítása, Budapest
- 1949 – A M.O. Képzőművészeti Főiskola MEFESZ körének Téli Tárlata, Budapest
- 1957 – Tavaszi Tárlat, Műcsarnok, Budapest
- 1962 – Modern építészet és képzőművészet, Építők Műszaki Klubja, Budapest
- 1966 – Válogatás az esztergomi műgyűjtők anyagából, Balassa Múzeum, Esztergom
- 1967 – Ferenczy Károly Múzeum, Szentendre
- 1968 – X. Miskolci Országos Képzőművészeti Kiállítás, Miskolci Galéria  • Grafikánk új törekvései, Magyar Nemzeti Galéria, Budapest
- 1969 – Magyar művészet 1945–69. a művészettörténeti kongresszus tiszteletére rendezett kiállítás • Szentendrei Festők tárlata, Ferenczy Károly Múzeum, Szentendre • Makro-mikromolekuláris szimpozion. Hotel Ifjúság, Budapest
- 1970 – Art hongrois contemporain, Musée Galliéra, Párizs • Dr. Rácz István gyűjteményének kiállítása, Modern Magyar Képtár, Pécs • Mai magyar grafika, Wroczlaw és Krakkó • Jubilarna izlozba. Galerija ULUH, Zágráb • Egyházművészeti kiállítás, Magyar Nemzeti Galéria
- 1971 – Miro tiszteletére rendezett Nemzetközi Grafikai kiállítás, Barcelona • Lili Ország, Imre Varga, Béla Kondor, Salon ULUH, Zágráb • Új művek, Műcsarnok, Budapest • Mai magyar grafika, Stockholm • Bartók tiszteletére rendezett kiállítás, Sorrento • 100 Jahre Kunst in Ungarn. Museum am Ostwall, Dortmund • Kísérleti kiállítások II. Magyar Nemzeti Galéria, Budapest
- 1972 – Luxemburg, Hotel Holiday • A Nemzetközi Nőnap tiszteletére rendezett kiállítás, Varsó • Tér és idő a festészetben, Miskolci Képtár • Magyar festészet a XIX–XX. században, Miskolci Galéria • Film és festmény, Miskolci Galéria • Mai magyar grafika, Miskolci József Attila Könyvtár;
- 1973 – XIV. Szegedi Nyári Tárlat, Móra Ferenc Múzeum Képtára • Öt művész kiállítása. Galéria F15 Kontakt. Moss, Norvégia • Öt művész kiállítása. Tomsö Museum, Norvégia
- 1974 – Magyar képzőművészeti kiállítás, Bécs • Debrecen. Kolozsváry Ernő gyűjteménye
- 1975 – Berlin, Magyar művészek kiállítása • Kolozsváry Ernő gyűjteménye, Szentendre • Jubileumi képzőművészeti kiállítás, Műcsarnok, Budapest • III. Nemzetközi Triennálé, Teherán • Nemzetközi Triennálé, Újdelhi • Mai magyar grafika és kisplasztika kiállítás, Ausztria
- 1976 – Expozíció, Hatvany Múzeum, Hatvan • Párizs, Magyar művészek kiállítása
- 1977 – Képek, szobrok a 30 év magyar művészetéből, Budapesti Történeti Múzeum • Magyar művészet 1945–77. Varsó • Exposicion de Pintura Hungara deil siglo XX. Museo Carillo Gil, Mexikó
- 1978 – Festészet ’77, Műcsarnok, Budapest • XX. századi magyar művészet. Mexikó • Dr. Rácz István gyűjteménye, Bakonyi Múzeum, Veszprém • Válogatás a székesfehérvári István király Múzeum anyagából Varsó • Modern magyar festészet, Madrid
- 1979 – Dr. Rácz István gyűjteménye. Somogyi Képtár, Kaposvár • Mai magyar művészet Firenzében, Csók István Képtár, Székesfehérvár • Pintura Hungara no Século XX., Galéria de Exposicoes Temporarias, Lisszabon • Arte Hungaro Contemporaneo, Pacio de Cristal, Madrid • Arte figurativa contemporanea Ungherese, Salone Brunelleschiano, Firenze • Arte Ungherese contemporanea, Palazzo Reale, Milano
- 1980 – Művészet és társadalom, Műcsarnok, Budapest • Tendenciák 1970–1980. 2. Másodlagos realizmus. Fővárosi Tanács Óbuda Galéria, Budapest • HL Országos díszlet és jelmezterv biennálé, Miskolc • 35 év magyar művészete. Lamberg kastély, Mór • 35 év magyar művészete, Szentes • Válogatás magyar magángyűjteményekből, Magyar Nemzeti Galéria, Budapest • Dr. Rácz István gyűjteményéből, Kossuth Művelődési Központ, Csongrád • XX. századi művészet Pogány Zsolt gyűjteményében, Székesfehérvár, István király Múzeum • A XX. század magyar művészete, „Az ötvenes évek", Csók István Képtár, Székesfehérvár;
- 1981 – Új szerzemények 1978–81. István király Múzeum, Székesfehérvár • Ungersk konst 1905–1980. Stockholms Kulturförvaltning • Luljevalchs Konsthall, Göteborgs Konstmuseum, Malmö
- 1982 – A kollázs a magyar művészetben 1920–1956, Kassák Emlékmúzeum, Budapest • Mai magyar művészet Hamburgban, Csók István Képtár, Székesfehérvár • Zeitgenössische Kunst in Ungarn, Galerie Levy, Hamburg;
- 1983 – Új Művészetért 1960–75, Móra Ferenc Múzeum, Szeged • Válogatás három év új szerzeményeiből, Magyar Nemzeti Galéria, Budapest • A bábok különös világa, Vigadó Galéria, Budapest • Kor-kép-körkép, Dombóvár, Városi Művelődési Központ • Wspólczesna sztuka Wegierska, „Zacheta", Varsó, Bytom, Wroclaw • A XX. század magyar művészete 11. A kibontakozás évei 1960 körül, Csók István Képtár, Székesfehérvár
- 1984 – A XX. század képzőművészete magyar magángyűjteményekben I., Vasilescu gyűjtemény, Budapest Kiállítóterem
- 1985 – Unkarin maalaustaidetta 1945–1985, Sálon Kaupungin Nayttelytila, Helsinki • A művészet szolgálatában. A megyei képzőművészeti gyűjtemények 40 éve, Magyar Nemzeti Galéria, Budapest • 40 év, Városi Művelődési Központ, Mosonmagyaróvár
- 1986 – A lélek világa. Magyar Nemzeti Galéria, Budapest
- 1987 – Művelődési Ház, Marcali • A XX. század magyar művészete, 12. Régi és új avantgard • 1967–1975, Csók István Képtár, Székesfehérvár • Nemzetközi szürrealista kiállítás, Finnország • Mágikus művek, a Budapest Galéria kiállítóháza
- 1988 – Ungarische Malerei des 20. Jahrhunderts, Nationalgalerie, Berlin
- 1991 – Hatvanas évek, Magyar Nemzeti Galéria
- 1992 – Montázs, István Király Múzeum, Székesfehérvár
- 1993 – Kolozsváry Ernő gyűjtemény, Galerie Stadt Sindelfingen
- 1995 – Ungarische Malerei in den 60-er und 70-er Jahren im Spiegel der Kolozsváry-Sammlung, Győr • Collegium Hungaricum, Bécs
- 1998 – Modern magyar művészet a Kolozsváry-gyűjteményben, Műcsarnok, Budapest
- 1999 – A mi huszadik századunk, Csók Képtár, Székesfehérvár
- 2000 – Történelem-Kép, Magyar Nemzeti Galéria, Budapest
- 2001 – Absztrakció és beleérzés, Home Galéria, Budapest
- 2004 – Elhallgatott Holocaust, Műcsarnok, Budapest
- 2005 – A magyar grafika aranykora – 1960-as évek • Csók István Képtár, Székesfehérvár
- 2006 – Vasilescu-gyűjtemény, Városi Művészeti Múzeum – Zsinagóga, Győr
- 2007 – Négy festőnő, Római Magyar Akadémia
- 2009 – Return – A pécsi válogatás, Művek az Antal–Lusztig-gyűjteményből, MODEM, Debrecen
- 2009 – Antal-Lusztig-gyűjtemény. A fehérvári válogatás, Csók István Képtár, Székesfehérvár
- 2009 – Messiások, MODEM, Debrecen

### Egyéni kiállítások
- 1957 – Fészek Művészklub, Budapest
- 1966 – Hadassa „K” Klatchkin Gallery, Tel Aviv
- 1967 – István Király Múzeum, Székesfehérvár
- 1968 – Rákosligeti Művelődési Ház, Budapest
- 1969 – Galleria d'arte II Babuino, Roma
- 1971 – Győri Műcsarnok
- 1972 – István Király Múzeum, Székesfehérvár •Diósgyőri vár rondellája
- 1973 – Dunaújváros
- 1974 – Fészek Művészklub, Budapest
- 1976 – Atelier Mensch, Hamburg
- 1977 – Galleria d'arte moderna Viotti Torino • Műhely, Magyar Nemzeti Galéria, Budapest
- 1978 – Atelier Mensch, Hamburg
- 1979 – Műcsarnok, Budapest • Salzburger Kunstverein, Traklhaus
- 1980 – „Labirintus", Budapesti Történeti Múzeum
- 1981 – Ország Lili festményei Vasilescu János és ifj, Vasilescu János gyűjteményében, Sárvári Művelődési Ház
- 1983 – „Kiáltás”, Fészek Klub, Herman Terem, Budapest
- 1986 – Művelődési Ház, Marcali
- 1987 – Ország Lili festményei a Kolozsvár-gyűjteményben, Tihanyi Múzeum
- 1988 – Grafikák, Somogyi Képtár, Kaposvár
- 1991 – Szolnoki Galéria • Móricz Zsigmond Színház, Nyíregyháza
- 1993 – Művészetek Háza, Pécs, Vasilescu-gyűjtemény • Szent István Király Múzeum, Székesfehérvár
- 1995 – Ország Lili művei a Kolozsváry-gyűjteményben, Nagy Gyula Galéria, Várpalota • Ország Lili kollázsai, Kassák Lajos Emlékmúzeum – Zichy-kastély, Budapest
- 1997 – Márki Sándor Múzeum, Sarkad
- 2002 – Kövek, Fővárosi Képtár – Kiscelli Múzeum, Budapest
- 2003 – Miskolci Galéria Városi Művészeti Múzeum • Falak, Budapest Galéria
- 2016 – „Árny a kövön – Ország Lili művészete”, Magyar Nemzeti Galéria

## Emlékezete
- 2023 óta nevét őrzi az 576870 Országlili kisbolygó.[4]

## Ajánlott irodalom
- Bálint Endre: Ország Lili, Magyar Művészet, 1969. 3. sz.
- Katalógus bevezető, (Zágráb, 1971)
- Katalógus bevezető, (Székesfehérvár, 1972)
- Németh Lajos: Ország Lili, Képzőművészeti Alap Kiadóvállalata, Budapest, 1974
- Rozgonyi Iván: Ország Lili, Művészet, 1976. m. sz.
- Katalógus bevezető, (Budapest, 1979)
- Kassák Lajosné: Találkozásaim Ország Lilivel (Életünk, 1981. 11. sz.);
- S. Nagy Katalin: Dokumentumok Ország Lili életéből, munkásságából, Ars. Hung., 1989. 2. sz.
- S. Nagy Katalin: Zsidó motívumok Ország Lili festészetében, Múlt és Jövő, 1989. 2. sz.
- Kolozsvári Marianna: Ország Lili kollázsai, Új Tükör, 1991. 9. sz.
- S. Nagy Katalin: Ország Lili nagymonográfia, Arthis Kiadó, 1993